# 나폴리 맛피아
나폴리 맛피아(본명: 권성준, 1995년 1월 1일 ~ )는 대한민국의 요리사이다.

## 생애
중학교 시절 처음으로 요리에 관심을 가지기 시작한 그는, 이후 신한대학교 호텔조리학과에 진학하였다. 그러던 중 우연히 고든 램지의 프로그램을 시청하게 되었고, 이에 깊은 영감을 받아 한국에서의 학업을 마친 후 이탈리아의 요리학교인 ALMA로 유학을 떠났다. 졸업 후에는 이탈리아 내 미쉐린 스타 레스토랑 두 곳에서 근무하며 실력을 쌓았다. 약 2년이 채 되지 않아 그는 한국으로 돌아와 청담동과 연남동에서 창업을 준비하고 기획하는 데 집중하게 되었다.
실제 요리 서바이벌 프로그램에서 그는 《흑백요리사: 요리 계급 전쟁》 셰프 혼합팀의 결승전을 앞두고, ‘밤 티라미수’라는 디저트로 반전을 일으켜 팀 탈락 위기에서 벗어났다. 이후 에드워드 리와의 최종 대결 끝에 백종원과 안성재의 만장일치 선택을 받아 우승을 차지하고, 프로그램의 3억 원 상금 주인공이 되었다. 방송 이후 그의 레스토랑은 2만 명 이상의 예약자가 몰릴 정도로 큰 인기를 끌었으며, 그는 음식의 퀄리티 유지를 위해 좌석 수를 줄이는 결단을 내렸다. 한편, 이 기회를 놓치지 않은 편의점 체인 CU는 그와 협업해 프로그램 내 중요한 전환점이 되었던 디저트인 '밤 티라미수'를 상품화하여 출시했고, 이는 곧 편의점 인기 상품으로 자리 잡았다.

## 학력
- 을지중학교 졸업
- 재현고등학교 졸업
- 신한대학교 호텔조리학과 졸업

## 경력
- 비아 톨레도 파스타바 (오너셰프)

## 출연작
- 넷플릭스 오리지널 《흑백요리사: 요리 계급 전쟁》 (2024년) - 최종 우승
- tvN 《유 퀴즈 온 더 블럭》 (2024년) 265화
- JTBC 《냉장고를 부탁해2》 3화
- HOY TV 《흑백대주자미행》 1화

## 같이 보기
- 에드워드 리